# Nissan R.D:B.X
O R.D:B.X  é um protótipo compacto apresentado pela Nissan no Salão de Tóquio de 2007.